# Junko Tabei
Junko Tabei (田部井 淳子), japonska alpinistka, * 22. september 1939, Miharu, Fukušima, † 20. oktober 2016, Kawagoe, Saitama
Tabeijeva je bila prva ženska, ki je osvojila Mount Everest in prva ženska, ki je osvojila najvišje vrhove vseh sedmih celin
Po njej se imenuje asteroid 6897 Tabei.

## Osvojitev Everesta
Junko Tabei in Hiroko Hirakawa sta 19. maja 1970 uspešno osvojili vrh Anapurna III, zato so kmalu začeli načrtovati vzpon na Mount Everest.
Po dolgih pripravah je v začetku leta 1975 v Katmandu odšla japonska ženska alipnistična odprava. Za vzpon so izbrali pot, po kateri sta vrh leta 1953 osvojila Sir Edmund Hillary in Tenzing Norgay. V začetku maja je odpravo v baznem taboru na višini 6.300 metrov zasul snežni plaz, ki je pod sabo pokopal večino šotorov. Med zasutimi je bila tudi Junko Tabei, ki je za okoli šest minut tudi izgubila zavest, nato pa jo se izpod plazu izkopala njena šerpa. Dvanajst dni po tem dogodku je 16. maja 1975 Tabeijeva kot prva ženska v zgodovini osvojila vrh Mount Everesta.